# Буел
Буел (фр. Bouelles) насеље је и општина у северној Француској у региону Горња Нормандија, у департману Приморска Сена која припада префектури Дјеп.
По подацима из 2011. године у општини је живело 270 становника, а густина насељености је износила 33,79 становника/km². Општина се простире на површини од 7,99 km². Налази се на средњој надморској висини од 160 метара (максималној 234 m, а минималној 89 m).

## Демографија
| 1962. | 1968. | 1975. | 1982. | 1990. | 1999. | 2011. |
| ----- | ----- | ----- | ----- | ----- | ----- | ----- |
| 215   | 236   | 252   | 240   | 240   | 242   | 270   |

График промене броја становника у току последњих година